# حزمة خدمات

حزمة خدمات (بالإنجليزية: Service pack)‏ وتختصر SP هي مجموعة التحديثات التي تصلح العيوب في برمجية حاسوب تأتي في شكل حزمة تثبيت منفردة، كثير من الشركات مثل مايكروسوفت وأوتوديسك تقوم بإصدار حزمة خدم

## انظر
- رقعة (حوسبة)

## وصلات خارجية
- حزمة خدمات مايكروسوفت